# Beker van Melanesië 1992
De Beker van Melanesië 1992 was het vierde toernooi dat werd gehouden voor de landen van Melanesië. Het vond plaats op Vanuatu. Er deden 4 landen mee. Fiji won het toernooi.

## Eindstand
| Pos. | Land             | GW | W | G | V | DV | DT | DS | Ptn |
| ---- | ---------------- | -- | - | - | - | -- | -- | -- | --- |
| 1    | Fiji             | 3  | 2 | 1 | 0 | 6  | 3  | +3 | 5   |
| 2    | Nieuw-Caledonië  | 3  | 2 | 1 | 0 | 4  | 2  | +2 | 5   |
| 3    | Salomonseilanden | 3  | 1 | 0 | 2 | 4  | 4  | 0  | 2   |
| 4    | Vanuatu          | 3  | 0 | 0 | 3 | 1  | 6  | –5 | 0   |

## Wedstrijden
|                                 |                                   |       |                  |                                                                 |
| 25 juli 1992 «onderlinge duels» | Fiji                              | 2 – 1 | Salomonseilanden | Kormanstadion, Port Vila, Vanuatu Scheidsrechter: Jurgen Baldes |
| 25 juli 1992 «onderlinge duels» | Radike Nawalu 36' Jo Masilagi 45' |       | Dudley Natei 10' | Kormanstadion, Port Vila, Vanuatu Scheidsrechter: Jurgen Baldes |

|                                 |                  |       |         |                                                                  |
| 25 juli 1992 «onderlinge duels» | Nieuw-Caledonië  | 1 – 0 | Vanuatu | Kormanstadion, Port Vila, Vanuatu Scheidsrechter: Shaasheen Khan |
| 25 juli 1992 «onderlinge duels» | Adrias Aussu 88' |       |         | Kormanstadion, Port Vila, Vanuatu Scheidsrechter: Shaasheen Khan |

|                                 |                                                    |       |                |                                                                  |
| 27 juli 1992 «onderlinge duels» | Salomonseilanden                                   | 3 – 1 | Vanuatu        | Kormanstadion, Port Vila, Vanuatu Scheidsrechter: Shaasheen Khan |
| 27 juli 1992 «onderlinge duels» | Johnson Tome 16' Dudley Natei 41' Medley Toatu 74' |       | Rex Carlot 44' | Kormanstadion, Port Vila, Vanuatu Scheidsrechter: Shaasheen Khan |

|                                 |                                        |       |                                      |                                                                     |
| 28 juli 1992 «onderlinge duels» | Fiji                                   | 2 – 2 | Nieuw-Caledonië                      | Kormanstadion, Port Vila, Vanuatu Scheidsrechter: Kaltaktek Kalogis |
| 28 juli 1992 «onderlinge duels» | Abraham Watkins 18' Ruvvame Madigi 66' |       | Adrias Aussu 38' Abel Tchaunyane 63' | Kormanstadion, Port Vila, Vanuatu Scheidsrechter: Kaltaktek Kalogis |

|                                 |                                 |       |         |                                                                 |
| 30 juli 1992 «onderlinge duels» | Fiji                            | 2 – 0 | Vanuatu | Kormanstadion, Port Vila, Vanuatu Scheidsrechter: Jurgen Baldes |
| 30 juli 1992 «onderlinge duels» | Radike Nawalu 7' Taitu Bula 21' |       |         | Kormanstadion, Port Vila, Vanuatu Scheidsrechter: Jurgen Baldes |

|                                 |                    |       |                  |                                                                     |
| 30 juli 1992 «onderlinge duels» | Nieuw-Caledonië    | 1 – 0 | Salomonseilanden | Kormanstadion, Port Vila, Vanuatu Scheidsrechter: Kaltaktek Kalogis |
| 30 juli 1992 «onderlinge duels» | Abel Tchauyane 19' |       |                  | Kormanstadion, Port Vila, Vanuatu Scheidsrechter: Kaltaktek Kalogis |

| Melanesië Cup 1992 |
| ------------------ |
|                    |
| FIJI Derde titel   |